# Kleszczele (stacja kolejowa)
Kleszczele – nieczynna stacja kolejowa w Kleszczelach, w województwie podlaskim, w Polsce.

## Ruch pasażerski
| Rok  | Wymiana pasażerska na dobę |
| ---- | -------------------------- |
| 2017 | 0-9                        |
| 2022 | 20-49                      |

Dworzec w Kleszczelach powstał w związku z budową magistrali kolejowej łączącej Brześć z Grajewem, którą otwarto w 1873 roku. Drewniany budynek dworca z 1900 stanowi unikalny zabytek architektury drewnianej wykonany w stylu szwajcarskim, wpisany jest do rejestru zabytków pod numerem 672 z 21.12.1987.
19 grudnia 2022 oddano do użytku nowy dwustumetrowy peron przystanku. Sam przystanek został przeniesiony do nowej lokalizacji – przy drodze krajowej nr 66. Budynek dworca został wystawiony w 2024 na sprzedaż